# Tafonipass
Der Tafonipass ist ein 800 m hoher Gebirgspass im ostantarktischen Viktorialand. Am südlichen Ende der Eisenhower Range liegt er unmittelbar westlich des Pilgerbergs und nördlich des Andersson Ridge und verbindet den Carnein-Gletscher mit dem Jenagletscher.
Wissenschaftler der GANOVEX V (1988–1989) nahmen seine Benennung vor. Namensgeber sind Tafoni, Verwitterungsformen von Gestein, die entfernt an Bienenwaben erinnern.